# PGi
PGi，或，是一家跨国公司，在全球范围内提供通信技术的虚拟协作和会议解决方案 其产品包括音频会议，网络会议，网络传真，移动打印，电子文件发送，短信通知等。PGi向全球24个国家的中小型公司和大型企业提供SaaS（软件即服务）和云计算业务解决方案。
PGi 由现任首席执行官Boland T. Jones于1991年创建，当时企业名为Ptek控股公司。自成立以来，公司业务稳步增长。其收入从2003年3.81亿美元增长到2009年约6亿美元。每个月，几乎有1200万来自世界各地的人们用PGi的解决方案开会和工作，涵盖50,000家企业和90％的财富500强企业。

## 历史
Ptek 控股公司由董事长兼首席执行官，Boland T. Jones于1991年创建。1998年2月，Premiere Technologies与Xpedite Systems合并组建成Premiere Global Services。 2005年1月3日，Ptek控股公司（纳斯达克:PTEK）正式更名为Premiere Global Services。  该公司总部设在佐治亚州亚特兰大 全球主要办事处的员工超过2300人，其中包括伦敦，东京，悉尼，香港，巴黎，法兰克福，纽约，芝加哥，都柏林和奥斯汀。

### 品牌历史
2010年，公司推出新品牌，宣布了新的产品目标使用人群。 新的公司品牌名为PGi，信奉新的客户承诺 - “为你的联系添活力”。在纽约证券交易所，公司名称依旧是Premiere Global Services，但在所有其他宣传上被称为PGi。

## 产品与服务
PGi专有解决方案以及合作解决方案包括网络会议，电话会议和自动化生产率。

### 会议和协作
会议解决方案包括的全球电话会议，网络会议和视频会议。
电话会议
- ReadyConference Plus - PGi音频和网络会议产品，为每个用户提供专用密码，用于最多48人参与的无次数限制的音频会议。
- GlobalMeet（某些地区又称Global Access）- 全球范围无需预定的音频会议解决方案，与ReadyConference的功能相似，但提供全球参与的功能。属于PGi专利产品。
- PGi Mobile -2009年9月上市，该产品为iPhone，BlackBerry和iTouch的用户提供移动应用程序的电话会议服务，使让手机用户快捷参与电话会议。

网络会议
- Netspoke - PGi专有网络会议产品，提供实时网络会议集成音频，可以容纳125人同时在线。

通过与领先的通信解决方案供应商战略合作，PGi还提供非专有网络会议产品：
- Adobe Connect
- 思科网迅解决方案
- 微软Office Live Meeting
- IBM Lotus Sametime Audio Integration
- IBM LotusLive Meetings
- Brainshark
- 微软在线服务
- ON24 Virtual Events

活动会议服务
- PremiereCall Auditorium-接线员辅助式的音频会议和活动会议服务，提供自动访问功能，适合多达300人参与的大型会议。 属PGi专利产品。
- PremiereCall Event -提供专用接线员问候，可覆盖3000名参与者的音频会议服务，用于大型会议包括投资者会议，记者招待会和焦点小组调查。属PGi专利产品。
- PremiereCall Connection -电话会议服务，允许30人参与者各自联系，提供全方位服务支持。属PGi专利产品。
- Event Production Services -音频与网络活动主办服务，可依活动大小提供多层次服务。属PGi专利产品。

视频会议
- 让企业和组织通过实时视频会议实现可视化连接，采用AVi - SPL技术支持，通过战略合作伙伴得以实现。

### 传真和文件传递
PGi专有产品，提供自动文件传送，可从台式电脑，笔记本电脑或掌上电脑发送电子传真。PGi可实现一次传真给多个收件人，并将纸质文件转化成电子文件。
- Fax2Mail -将纸质传真生成电子版，通过邮件发送、接收和编辑。
- 移动打印 - 可从掌上电脑打印，发送至任何传真机。Fax2Mail的功能之一。
- 文件传递 -可升级的应用程序，将大量信息通讯和电子文件管理与交付实现自动化。

### 通知和提醒
PGi专利产品系列，通过语音，电子邮件，短信(SMS)，或者传真发送自动化更新。PGi自动化电子通知服务的应用包括航班和登机口通知，药品处方就绪和用药警示。

### 旧产品
- ReadyCast（VCall） -前PGi产品，与Cisco WebEx合作。2010年在北美停用。
- VisionCast - 2010年在北美停用。Visioncast目前还在亚太地区使用。
- PGiMeet Webcast - 2010年改名为ON24 Webcasting。原产品仍使用于部分欧洲和亚太市场。
- PGi Connect -改名为PremiereCall Connection。
- PGi Event-改名为PremiereCall Event。
- PGi Auditorium -名为PremiereCall Auditorium。
- Enterprice Event -改名为Event Production Services
- ConferenceAnywhere - ReadyConference Plus和GlobalMeet产品的旧功能，ConferenceAnywhere可使用户通过手机设备即时主持会议，2009年被PGi Mobile取代。

## 企业管理

### 董事会
- Boland T. Jones，PGi董事长，创始人，首席执行官
- Jeffrey T. Arnold，Sharecare公司董事长，总设计师
- Wilkie S. Colyer，The Breckenridge 集团法人
- John R. Harris，eTelecare Global Solutions公司首席执行官兼总裁
- W. Steven Jones，北卡罗莱纳大学Chapel Hill分校Kenan-Flagler商学院教授
- Raymond H. Pirtle，Claridge 有限责任公司首席经理
- J. Walker Smith，The Futures公司执行副董事长;Yankelovich MONITOR公司总裁

### 执行管理团队
- Boland T. Jones，创始人，董事长，及首席执行官
- Theodore P. Schrafft，总裁
- David E. Trine，首席财务官
- David M. Guthrie，首席技术官
- Erik Petrik，首席人力资源官
- Jacqueline Yeaney，首席市场官
- John D. Stone，欧洲业务执行副总裁
- J. Scott Tapp，全球协作服务执行副总裁兼总经理
- Dennis Choo，亚太区总经理

## 新闻与收购
- 2010年7月- PGi被权威独立研究机构Forrester Research评估为在通讯技术行业具有“出色表现”。[26]
- 2010年2月- PGi宣布与AVI-SPL合作，为企业提供视频会议解决方案。[27]
- 2009年11月-美国电子邮件通讯提供商，Mansell集团，购买PGi网络营销业务。[28]
- 2009年2月 - 收购：LINK Conference Service有限责任公司，西雅图音频和会议提供商。
- 2008年8月 - 收购：Soundpath Conferencing Services，美国音频和网络会议提供商。
- 2007年11月 - 收购：Meet24，北欧会议与网络协作提供商。
- 2006年11月 - 收购：ECT，澳大利亚音频和网络会议提供商。
- 2006年9月 - 收购：eNunciate，加拿大音频和网络会议提供商。
- 2006年1月 - 收购：Accucast，美国电子邮件通讯提供商。
- 2005年8月 - 收购：Netspoke，美国音频和网络会议提供商。
- 2005年6月 - 收购：Intelligent Meetings，美国音频和网络会议提供商。
- 2005年3月 - 收购：Citizens Communications，美国会议提供商。